# Правило 6+5
Правило «6+5» (более известно как лимит «6+5») — футбольное правило о разрешённом количестве легионеров в составе команды. Было введено ФИФА в мае 2008 года, но отменено в  июне 2010 года по решению Европейской комиссии.

## Суть правила
Правило «6+5» заключается в том, что во время матча в составе каждой команды на поле имеют право находиться не более 5 легионеров (замены включены). Данное правило было введено ФИФА для того, чтобы снизить влияние иностранных игроков в какой-либо команде на игру и повысить важность игроков из той страны, которую представляет клуб.

## Введение правила
Правило было введено на конгрессе в Сиднее, проходившем с 29 по 30 мая 2008 года, однако Европейская комиссия посчитала это решение противоречащим правилу Босмана и статье 48 Римского договора. Европейский парламент признал это дискриминацией по признаку национальности, а также попыткой замедлить развитие спорта. По словам представителей Европарламента, это противоречило законодательству ЕС.